# Мургаш (Софийска област)
Вижте пояснителната страница за други значения на Мургаш.
Мургаш е село в Западна България. То се намира в Община Годеч, Софийска област.

## География
Селото лежи на северния склон на Чепъна, на 54 km от столицата София. Образувано е от фамилии на преселници (предполага се, че са от Алдомировци), впоследствие обединени в село Мургаш. Не е известно кога и от къде произлиза името му, вероятно от 17-18 век.

## История
До военната 1941 година селото е с население над 1500 жители. Регулационен план е съставен през 1920 година, подписан от цар Борис III. Мургаш е подготвян за околийски център.

## Религии
Източно-православно християнство. Църквата се нарича „Архангел Михаил“.

## Културни и природни забележителности
Артилерийско оръдие и паметна плоча с имената на 24 загинали във войните от 1885 до 1945 година. Паметта им се чества на 6 септември.

## Редовни събития
Селският събор се провежда на Спасов ден.
От две години с. Мургаш празнува Съединението на България 6 септември.

## Родени
- Александър Димитров (р. 1876), български офицер, генерал-майор